# Giovanni Battista Grone

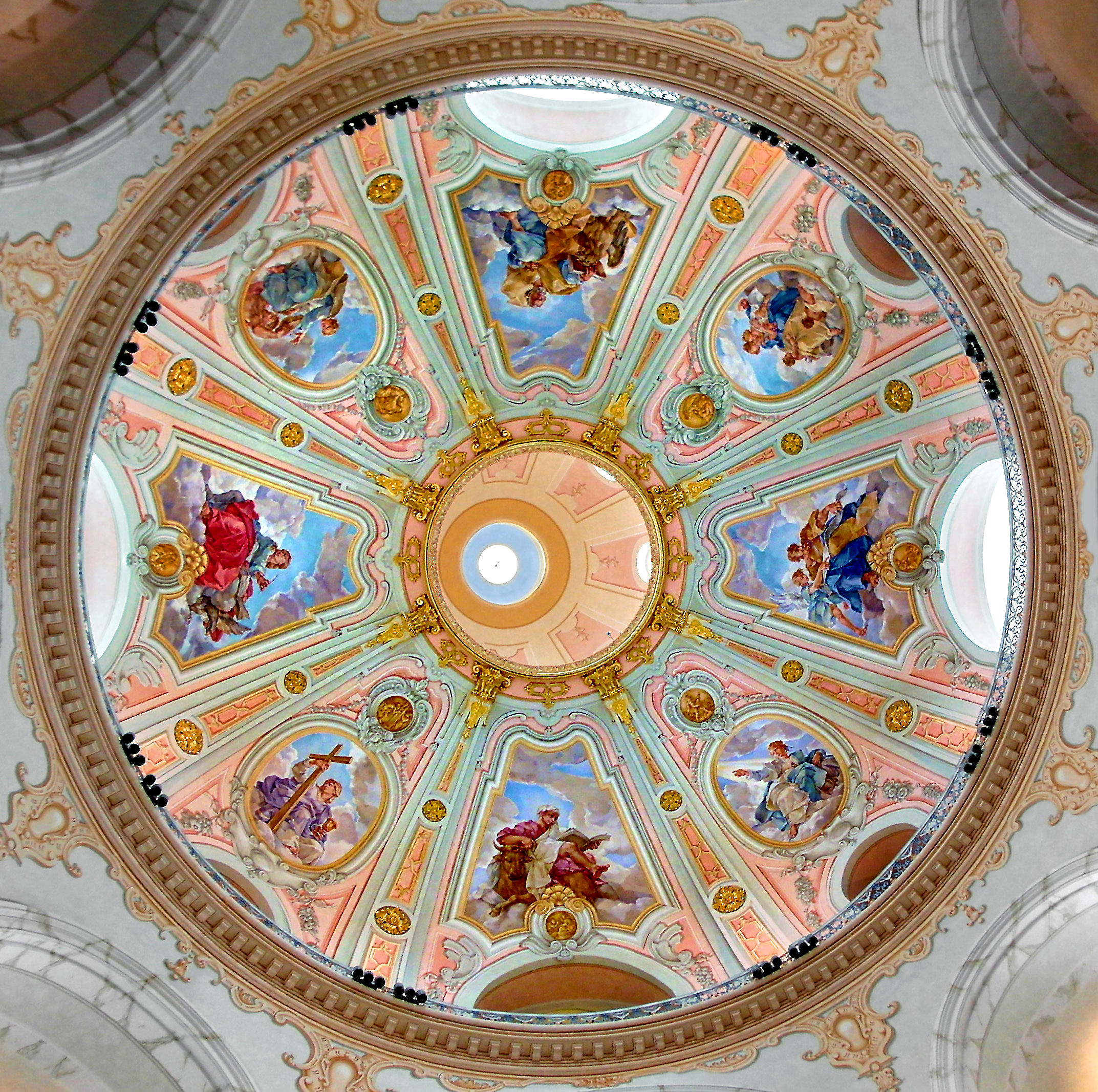
Rekonstruktion der Deckengemälde in der Dresdner Frauenkirche von Christoph Wetzel

Giovanni Battista Grone, auch Grones (* 1682 in Venedig; † 10. Mai 1748 in Dresden), war ein italienischer Theatermaler, Bühnenbildner und Architekt, der dem Barock zuzuordnen ist.
Er malte unter anderem die Innenkuppel der Dresdner Frauenkirche aus.
Grone lebte ab 1719 in Dresden am Hof des Kurfürsten August des Starken. Im Jahr 1740 wurde er Hofbühnenbildner und Hofarchitekt.

## Arbeiten
- Ausschmückung des Opernhauses am Zwinger, Dresden (1719)
- Jagd- und Barockschloss Moritzburg (1726)
- Schlosskapelle Hubertusburg (1729)
- Altarbild für die Kirche von Großhartmannsdorf (1738)